# 桂典子
桂 典子 (かつら のりこ、1988年 - ) は日本の画家、アーティスト。
油絵を主に、細胞、食べ物、胎内、体を作る愛おしい生きものを描く。ペン画・テンペラ・陶芸・インスタレーション。

## 来歴
山口県出身。2013年武蔵野美術大学大学院造形研究科

## 主な個展
2018 うねり(コートギャラリー国立)
    めぐり (Gallery Suchi)
2017 こたい(あらかわ画廊)
2015 からだのなかではぐくまれる(櫻木画廊)
主なグループ展
2018 雪梁舎 風の会展 in Firenze    (Accademia delle Arti del Disegno)
二人展「INTO」(あらかわ画廊)
2017 第19回雪梁舎フィレンツェ賞展    (雪梁舎美術館、東京都美術館)
   アートオリンピア 2017 展 ( としまセンタースクエア ) 2016 第34回上野の森美術館大賞展(上野の森美術館)
2014 第9回 前田寛治大賞展 ( 高島屋東京店、倉吉博物館) 2013 アートアワードトーキョー丸の内(東京駅行幸ギャラリー) 

## 主な作品
- 幕の内 makunouchi (2009年)
- うさぎのりんご rabbit apple(2012年)
- SPHERE(2012年)
- 秋吉 Akiyoshi(2012年)
- したたる dribble(2012年)
- 繋がる connected(2013年)
- 手巻き寿司 hand roll sushi(2013年)
- だんご dango(2015年)
- せんめんき basin(2017年)
- いりぐち entrance(2017年)
- しょくどう gullet(2017年)
- おおきなおくち big mouth(2017年)
- ひとのおくち a mouth of human(2018年)
- すこしちいさなうさぎのごはん bitsmall meal of rabbits(2018年)
- うさぎになる become rabbits　　(2019年)
- わがこになる　 Become my baby(2021年)
- pottery
- はこ box(2019年　武蔵野美術大学)